# San Diego Derby Dolls
La San Diego Derby Dolls (SDDD) è una lega di roller derby di San Diego. Fondata nel 2005, la lega attualmente consiste di tre team, due dei quali competono contro team di altre leghe. Il terzo team compete contro i team interni della lega sorella, la Los Angeles Derby Dolls (LADD).
La lega è stata fondata da Bonnie D.Stroir, che viveva a San Diego, ma giocava con la Los Angeles Derby Dolls da due anni. Verso la fine del 2006, le Dolls installarono una pista sopraelevata, ma continuarono anche a competere su pista piana, divenendo la prima lega ibrida.
Nel 2009, le Dolls avevano più di 80 pattinatrici, e portavano fino a 1.000 fan ai loro bout. La lega ha vinto la Battle on the Bank 2009 (campionato nazionale di roller derby a pista sopraelevata), e ha mantenuto il titolo nel 2010. Nel marzo 2011, sfidò la Rocky Mountain Rollergirls (campione della WFTDA) sulla propria pista sopraelevata, perdendo 100-125 in favore della lega a pista piana.
San Diego è stata membro fondatore della Roller Derby Coalition of Leagues nel gennaio 2012.